# Pierre Puget

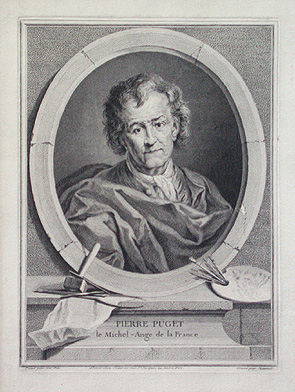
Pierre Puget

Pierre Puget (en occità Pèire Puget) (Marsella, 16 octubre 1620 - 2 desembre 1694) va ser un escultor, pintor i arquitecte francès de l'època del barroc.
Es va desplaçar des de la seva ciutat natal fins a Roma, on va tenir Pietro da Cortona com a mestre entre 1638 i 1643. Posteriorment es va establir a Toló, on el 1656 va realitzar el grup escultòric dels Atlants a la façana de l'Ajuntament (actualment seu de l'oficina de turisme). Tot seguit, va treballar a Gènova (1661-1667) on es va guanyar una gran fama, fins al punt de ser comparat i gairebé equiparat a Bernini. També se l'ha considerat el Miquel Àngel francès, pel seu domini de totes les branques de l'art i pel seu caràcter independent. Va retornar a França el 1667, esdevenint director dels tallers d'escultura de les drassanes de Toló, on es construîen els vaixells de Lluís XIV. Aleshores, es va especialitzar en la talla de mascarons de proa tot i que no va abandonar mai del tot la producció d'escultures en marbre. D'aquesta època data el seu Milò de Crotona, que va ser un encàrrec per al Palau de Versalles (1671-82) i que va ser una escultura molt elogiada. Actualment es conserva al Museu del Louvre. Tanmateix, Puget no va arribar a formar part del nucli d'artistes preferits per Lluís XIV i, per tant, no va arrelar com a artista de cort.
La seva darrera etapa es va desenvolupar a Marsella, la ciutat on havia nascut. Hi va dur a terme diversos projectes urbanístics i arquitectònics, entre els quals sobresurt l'auster però imponent hospici de La Caritat, la construcció del qual es va iniciar el 1671. El projecte de la capella data de 1679 i es va completar després de la mort de Puget. Actualment La Caritat (La vieille Charité) estatja diversos museus i institucions culturals. Puget també va intervenir en l'obra de l'Ajuntament de Marsella, on així mateix es conserva la casa que es va construir per a ell mateix (Rue de Rome 25). La porxada anomenada Halle Puget de Marsella (1672) és deguda a un mestre d'obres que es deia Pierre Puget com ell, però amb qui no s'ha de confondre 
La potència dels seus modelatges, d'una plasticitat carregada de sentiment, converteix les escultures de Puget en unes de les més originals de l'escultura barroca francesa. Les seves obres constituiran tot un referent per a escultors francesos posteriors, com el també marsellès Antoine Duparc.
De l'obra pictòrica de Puget se'n pot trobar una bona representació al Museu de Belles Arts de Marsella. També està representada al Museu Granet d'Ais de Provença.
El seu fill François Puget (1651-1707) també va sobresortir com a pintor.